# I. Viktor pápa

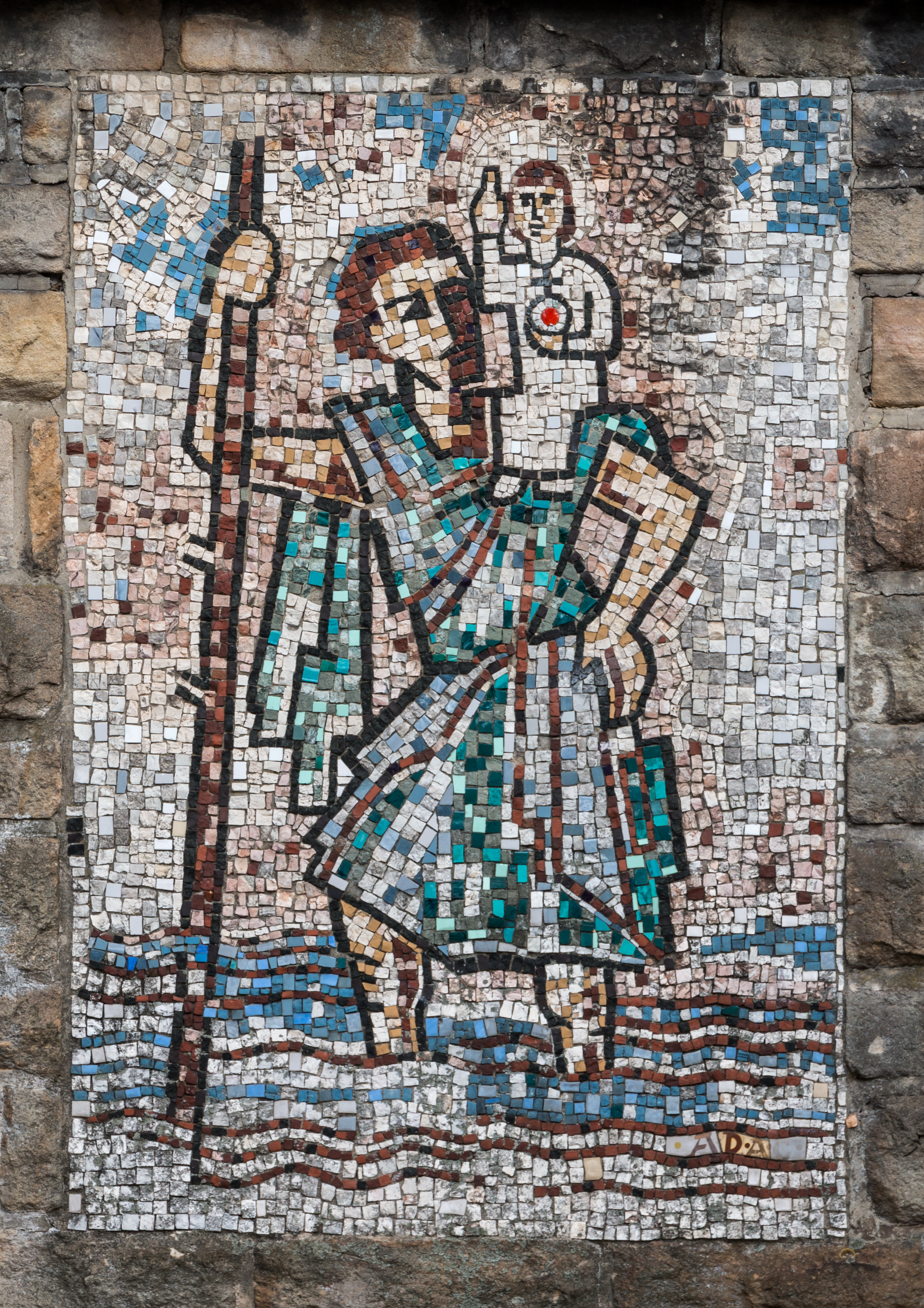
A Szent Viktor katolikus templom mozaikképe Dülmenben

Szent I. Viktor (latinul: Victor), (kb. 155 – 199) pápa a 14. keresztény egyházfő a történelemben, 189-től uralkodott. Pontifikátusa alatt először került Róma a keresztény világ központjába, és tovább gyűrűzött a kelet és nyugat viszálya.

## Élete
A történelem fennmaradt írásai nyomán tudjuk, hogy Viktor a birodalom észak-afrikai tartományából származott.
Fellépett az egyház egységesítése mellett, így aztán hamar napirendre került a húsvét időzítésének kérdése, amelyet a nyugati zsinatok állásfoglalásaira támaszkodva a zsidó Niszán hónap 14. napját követő vasárnap tartották. Azonban a birodalom keleti részeiben, főként Kis-Ázsiában Jézus Krisztus feltámadásának ünnepét naptól függetlenül Niszán hónap 14. napján tartották.
Viktor be akarta vezetni a nyugati időpontot, és azokat a püspököket, akik nem voltak hajlandóak ezzel egyetérteni, kizárta az egyházból. Ekkor vált ketté a keleti és a nyugati egyház először élesen egymástól.
Szent Jeromos szerint ő volt az első latinul író pápa. A pápai primátus hangsúlyozására az egyház hivatalos nyelvévé a görög helyett a latint tette meg. Ez a döntése több évszázadon át érvényben maradt. Ünnepét július 28-án tartják.

## Művei
- Documenta Catholica Omnia (latin nyelven). [2016. március 4-i dátummal az eredetiből archiválva]. (Hozzáférés: 2011. december 6.)